# Rádióvezérelt óra

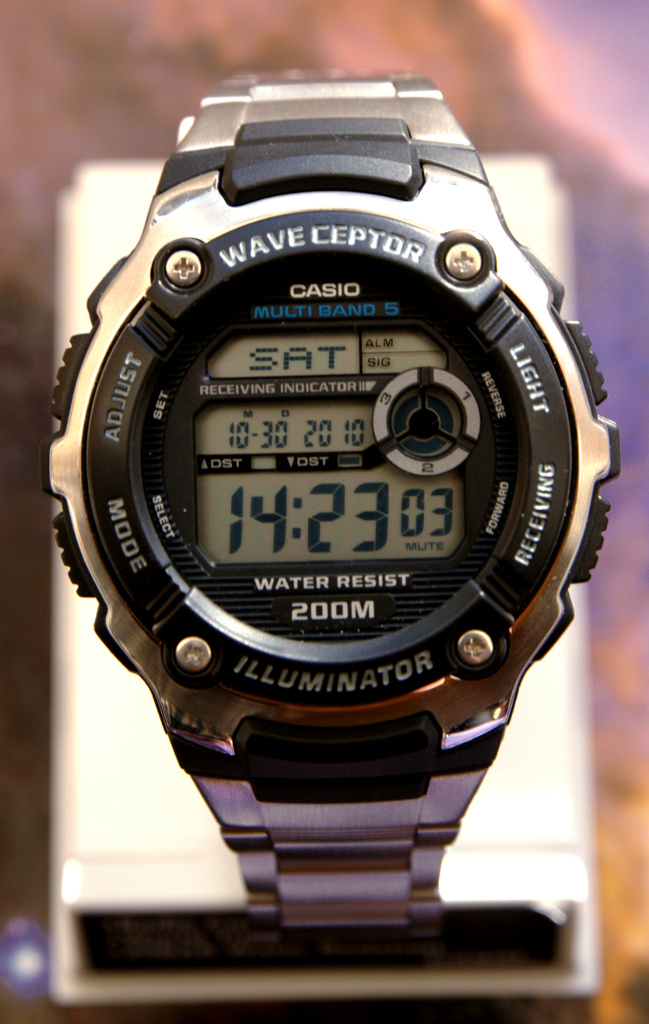
Több kontinensen használható, rádióvezérelt Casio Waveceptor vízálló karóra; az időn kívül a dátumot és a hét napját is kiírja

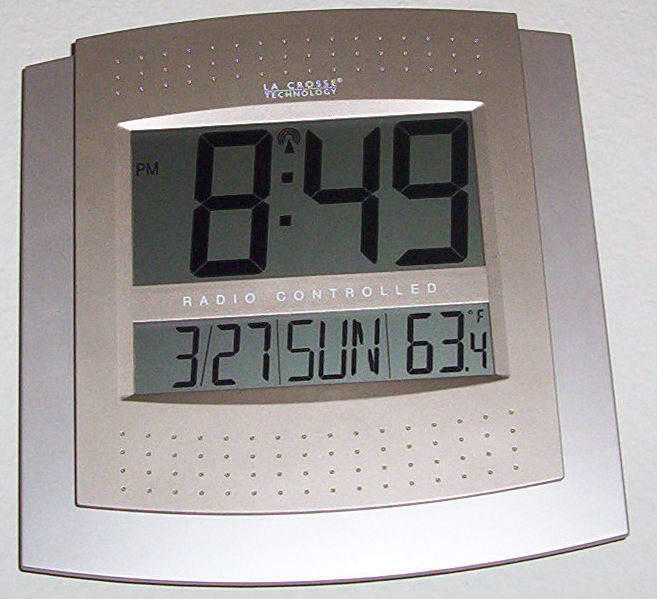
Ez az asztali rádióvezérelt óra az óra és perc kijelzése mellett a dátumot, a napot és helyi szenzorral mérve a hőmérsékletet is mutatja, továbbá egy szimbólummal jelzi az időjel sikeres vételét

Rádióvezérelt órának nevezzük azt az időmérő eszközt, amely rendszeres időközönként rádióhullám alkalmazásával atomórához szinkronizálja magát, így az órák szokásos pontosságánál nagyságrendekkel pontosabb időkijelzést tesz lehetővé. A szinkronizálás sikertelensége esetén aznap közönséges kvarcóraként működik.
A szinkronizálás történhet egyetlen meghatározott forrással, vagy egyszerre többel, mint például a Global Positioning System esetén.
A használt frekvencia lehet hosszúhullámú, rövidhullámú, URH (pl. RDS alkalmazásával), vagy mikrohullámú (a GPS esetén).
A több kontinensen használható rádióvezérelt óra megkülönböztetésére a Casio, a rádióvezérelt órák legnagyobb gyártója a multiband (am. „többsávos”) megnevezést alkalmazza.

## Története
A rádióvezérelt óra feltalálásának időpontjáról nincs megegyezés. Michael Lombardi (NIST intézet) véleménye szerint az első ilyen eszköz a Horophone lehet, aminek szabadalmát Frank Hope-Jones (1887–1950) nyújtotta be, a berendezést 1913-tól kezdve árusították.
A nagy tételben árusított első modellek egyike volt a Heathkit órája 1983-ban. A GC-1000 jelű órájuk rövidhullámon vette a WWV rádióállomás jelét (Colorado állam, USA) és automatikusan váltott az 5, 10 és 15 MHz frekvenciák között, a legerősebb jel vétele érdekében. Belső frekvenciáját mikroprocesszor vezérelte és módosította a vett jelnek megfelelően. Ha a vétel nem sikerült, közönséges kvarcóraként működött. Kijelzője LED volt, ami a tizedmásodperceket is mutatta. A GC-1000-et összeszerelhető formában is forgalmazták 250 amerikai dollárért, összeszerelve pedig 400 dollárért. A Heath Company cég szabadalmat is kiadott a tervezéssel kapcsolatban. Archiválva 2015. október 16-i dátummal a Wayback Machine-ben

## Az óra beállítása
A rádióvezérelt órát általában nem kell beállítani, mivel a rádióadó által sugárzott idő a felhasználó időzónájának felel meg. Azonban állítható lehet az időzóna, aminek megfelelő idő a kijelzőn megjelenik.
Ha az óra több időjel-adó vagy több frekvencia vételére alkalmas, érzékeli a legerősebb jelet, és annak vételére áll be. Az óra automatikusan átáll a téli/nyári időszámítás kijelzése között, ha azt a felhasználó beállította.

## Az óra pontossága
A rádióvezérelt óra pontossága négy fő tényezőtől függ:
1. Mennyire pontos az adó által használt óra?
2. Mennyi időbe telik, amíg a jel az adótól a vevőig ér?
3. Amikor a jel megérkezik, mennyi idő alatt frissül a kijelző?
4. Mennyire pontos az óra kvarckristálya a szinkronizálások között?

1. A pontos időkódot sugárzó adók az óráikat egy nemzetközi atomóra-hálózat által előállított időhöz, az UTC-hez szinkronizálják. Például a 60 kHz-en sugárzó amerikai WWVB rádióadó az amerikai székhelyű kutató- és szabványügyi intézet, a NIST által előállított UTC-időt használja, amit megkülönböztetésül UTC(NIST)-nek jelölnek. Ennek értéke öt naponként ellenőrizve, egy év alatt legfeljebb 20 ns (nanoszekundum) eltérést mutat az UTC-hez képest, ami a mindennapi életben elhanyagolható, ez a pontosság a legtöbb tudományos célra is kiválóan megfelel.
Az időjelet sugárzó adók általában lakott helytől kissé távol helyezkednek el, nincsenek közvetlenül összekötve az időt szolgáltató intézettel, ezért saját atomóráikat szinkronizálják a hivatalos atomórához GPS-en keresztül. Azonban az így adódó eltérés is rendkívül csekély (néhányszor tíz nanoszekundum). A WWVB állomás órájának stabilitása 1 × 10−15, ez azt jelenti, hogy 30 millió év alatt érne el 1 mp eltérést.
2. Ha a jelkésleltetés szempontjából legrosszabb esetet vesszük, akkor az adó és a vevő között 3000 km van, amit az elektromágneses hullám 300 000 km/s sebességgel 0,01 s alatt tesz meg. Mivel a vevő földrajzi helyzete ismert és általában nem változik, ezt a késleltetést a felhasználó, ha nagyobb pontosságot akar elérni, figyelembe tudja venni.
3. Az órának a jel vétele után dekódolnia kell annak tartalmát, ami időt vesz igénybe. Elméletileg az óra oszcillátorának egyetlen félperiódus alatt szinkronizálnia kellene, ami a tipikus 32 768 kHz-es kvarcoszcillátor esetén kb. 15 mikroszekundumig tart. A gyakorlatban a jel detektálása bizonytalan, ezért a szinkronizálás sokkal hosszabb ideig, nagyságrendileg 1 ezredmásodpercig tart. A szinkronizálás után az órának a kapott értéket meg kell jelenítenie, ez analóg kijelző esetén egy léptetőmotor reagálási idejét, digitális kijelzés esetén a többnyire LCD kijelző késleltetését jelenti. A késleltetés mértéke eléri a 0,1 s-ot. Igényesebb óráknál a gyártó ezt figyelembe veszi és ennyivel előrébb járatja a kijelzőt, hogy kiküszöbölje ezt a hatást. Ennek mértéke azonban nem mérhető pontosan, ezért ezen a ponton nem szokatlan a 10 ms bizonytalanság.
4. Néhány rádióvezérelt óra csak naponta egyszer kísérli meg a szinkronizálást (mondjuk hajnali 2-kor), mások több alkalommal (például hajnali 2, 3, 4 és 5 órakor). Két szinkronizálás között így 24 óra, vagy annál pár órával kevesebb telik el. Logikusnak tűnne, ha az óra gyakrabban kísérelné meg a szinkronizálást, azonban a rádióhullámok vétele a nappali órákban rosszabb, mivel a jel gyengébb és több a zavaró jelforrás. A másik ok a gyakori szinkronizálás elhagyására az, hogy ezek az órák többnyire elemmel működnek, és a túl gyakori szinkronizálás megrövidítené az elem élettartamát, mivel a jel vétele nagyobb energiafelvétellel jár. A harmadik és legfontosabb ok a napi egyszeri szinkronizálásra az, hogy ez is elegendő az elfogadható pontosság eléréséhez. A NIST által megfogalmazott ajánlás szerint már 0,5 s kijelzési pontosság is elegendő a mindennapi életben, mivel még kerekítés esetén is a pontos időt kapjuk meg. Ez a pontosság az olcsó kategóriájú kvarcórákkal is teljesíthető. Sok óra ennél pontosabban jár, az eltérés náluk 0,2 s nagyságrendjében van. Ez alig észrevehető az emberi szem számára, ugyanakkor a 0,5 s-os eltérés jól látható.
Megjegyzendő, hogy az egyes hirdetésekben előforduló „20 millió év alatt 1 másodperc eltérés” az atomórákra igaz. A rádióvezérelt óránál, ha minden nap sikeresen szinkronizál egy ilyen atomórához, az eltérése soha nem éri el az 1 másodpercet, hanem annál jóval kisebb. Ha a szinkronizálás nem sikerül, akár már két nap alatt összejöhet az 1 másodperc eltérés.

## Lefedettség
Az óra többnyire egyetlen jeladó vételére készül, ami az adott területen fogható (Európa, Észak-Amerika, Japán, Kína), de ezek kombinációja is előfordul. Hosszúhullámon és mikrohullámon nem lehetséges a vétel az Északi-Sark és az Antarktisz környezetében, mert a szükséges távolságban nincs megfelelő adó ezeken a sávokon. Az európai DCF77 egy Frankfurt körüli 2000 km-es körben fogható (gyakorlatilag egész Európában, Tunéziában, Marokkó északi részén, Törökország északnyugati részén), az észak-amerikai Fort Collinsban  (Colorado állam) működő állomás több frekvenciát használ, és a kontinens nagy részén fogható.

## A hosszúhullám előnye
Más elektromágneses frekvenciákkal összehasonlítva a hosszúhullámú adásnak és vételnek több előnye van a rövidhullámú, az URH, sőt még a GPS által használt mikrohullámmal szemben is: a hosszúhullámnak nem jelentenek akadályt a hegyek vagy épületek; mivel nem követelmény a rálátás az adó és a vevőkészülék között, ezért egyetlen nagy teljesítményű adó nagy földrajzi területet képes lefedni; a jel behatol az épületek belsejébe és valamennyire a víz alá is, ezért tengeralattjárók is ezt alkalmazzák; mivel főleg felületi hullámként terjed, nem függ az atmoszféra vagy ionoszféra változásaitól, így a terjedési késleltetés kevésbé ingadozik; a vevőkészülék viszonylag olcsó és egyszerű.

## Időjelet sugárzó rádióadók listája
A máshogy nem jelzett idők UTC-ben értendők.
| frekvencia   | hívójel | ország | hely | antenna                             | telj.     | koordináta                                                      | megjegyzés |
| ------------ | ------- | ------ | --- | ----------------------------------- | --------- | --------------------------------------------------------------- | --- |
| 40 kHz       | JJY     | JPN    | Tamura, Otakadoja-hegy, Fukusima                                                                                       | magasság 250 m                      | 0050 kW   | é. sz. 37° 22′, k. h. 140° 51′37.366667°N 140.850000°E          | Fukusima és a Hagane-hegy közelében (Kjúsú-szigeten) A1B típusú kód, 0,2 s, 0,5 s és 0,8 s hosszú másodpercek, a jelek közötti elválasztást a vivő teljesítményének csökkentése jelzi. Tartalmazza az óra, perc, az év napja, év, a hét napja és a szökőmásodperc információkat. 1999 júniusa óta üzemel. |
| 50 kHz       | RTZ     | RUS    | Irkutszk |                                     | 0010 kW   | é. sz. 52° 26′, k. h. 103° 41′52.433333°N 103.683333°E          | 22:00-21:00 UTC között. Karbantartás miatt kikapcsolva minden hónap 3. és 4. hétfőjén. |
| 60 kHz       | JJY     | JPN    | Szaga, Hagane-hegy, Kjúsú                                                                                              | magasság 200 m                      | 0050 kW   | é. sz. 33° 27′ 56″, k. h. 130° 10′ 32″33.465556°N 130.175556°E  | Kjúsú-szigeten A1B típusú kód, 0,2 s, 0,5 s és 0,8 s hosszú másodpercek, a jelek közötti elválasztást a vivő teljesítményének csökkentése jelzi. Tartalmazza az óra, perc, az év napja, év, a hét napja és a szökőmásodperc információkat. |
| 60 kHz       | WWVB    | USA    | Fort Collins, Colorado                                                                                                 | magasság 122 m                      | 0070 kW   | é. sz. 40° 40′ 28″, ny. h. 105° 02′ 40″40.674444°N 105.044444°W | Az USA szárazföldi területeinek nagy részéről elérhető. A másodpercek elejét a vivő teljesítményének 17 dB-es csökkentése jelzi (98%-os teljesítmény). A teljesítmény visszaállása 0,2 s-al később „bináris 0” jelentésű, 0,5 s-al később „bináris 1”. Ha 0,8 s-al később áll vissza, az elválasztójelnek számít. Binárisan kódolt decimális formátumot használ a dátum, az idő, a DUT1 korrekció, a nyári időszámítás, a szökőév és szökőmásodperc információk továbbítására. |
| 60 kHz       | MSF     | GBR    | Anthorn |                                     | 0015 kW   | é. sz. 54° 55′, ny. h. 3° 15′54.916667°N 3.250000°W             | Hatótávolsága mintegy 1500 km. 2007. április 1. előtt a jelet a Rugby rádióállomás sugározta (Warwickshire megye) Az adás folyamatos, kivéve a karbantartás miatti kimaradást, ami március és december második csütörtökén 10 h 0 m-tól 14 h 0 m-ig tart, júniusban és szeptemberben 09 h 0 m-tól 13 h 0 m-ig tart a második csütörtökön. Az ennél hosszabb karbantartási időszakot évente bejelentik. A vivő 0,1 s-ra megszakad minden másodperc elején, kivéve minden perc első másodpercét, amikor a megszakadás 0,5 s-ig tart. Minden másodpercben két adatbitet ad (kivéve a 0. másodpercet), a másodperc kezdete után 0,1 s és 0,2 s között jön az „A” adatbit, 0,2 s és 0,3 s között a „B” adatbit. A vivőjel meglétének jelentése „bináris 0”, a megszakadása „bináris 1”. Az „A” adatbit tartalmazza az év, hónap, hónap napja, hét napja, óra és perc információkat BCD-vel kódolt formában. Az idő UTC-t jelent, nyári időszámítás alatt UTC+1. A „B” adatbit tartalma DUT1 és a nyári időszámítás jelzése. DUT1: az ITU-R kódnak megfelelő dupla impulzus |
| 66,666 kHz   | RBU     | RUS    | Elektrougli, Moszkva                                                                                                   |                                     | 0010 kW   | é. sz. 56° 44′, k. h. 37° 40′56.733333°N 37.666667°E            | |
| 68,5 kHz     | BPC     | CHN    | Shangqiu |                                     | 0090 kW   | é. sz. 34° 25′, k. h. 115° 39′34.416667°N 115.650000°E          | A kódolás nem publikus, adás 21:00–24:00 UTC között |
| 75 kHz       | HBG     | CHE    | Prangins |                                     | 0020 kW   | é. sz. 46° 24′, k. h. 6° 15′46.400000°N 6.250000°E              | Minden másodperc elején (kivéve az 59. másodpercet) a vivőteljesítményt megszakítja 0,1 vagy 0,2 s-ig, ami „bináris 0”-t és „bináris 1”-et jelent. A perc, óra, hónap napja, hét napja, hónap és év információkat BCD-kódolással sugározza a 21. és 58. másodperc között. A normál időszámítást a 18. másodpercben adott „bináris 1”, a nyári időszámítást a 17. másodpercben adott „bináris 1” jelzi. 2011 végén befejezte működését! |
| 77,5 kHz     | DCF77   | DEU    | Mainflingen, Hessen | magasság 150 m                      | 0050 kW   | é. sz. 50° 01′, k. h. 9° 00′50.016667°N 9.000000°E              | Frankfurt am Main közelében van, hatótávolsága mintegy 2000 km, így a jel Európa nagy részén fogható. A DCF77 időjelet a PTB állítja elő. Minden másodperc elején (kivéve az utolsó másodpercet minden perc végén) a vivőteljesítményt 15%-ra csökkenti 0,1 vagy 0,2 s-ig, ami „bináris 0”-t és „bináris 1”-et jelent. A perc, óra, hónap napja, hét napja, hónap és év információkat BCD-kódolással sugározza. A nagyobb pontosság érdekében álvéletlen fáziseltolást alkalmaz a vivőfrekvencián. Nem sugároz DUT1 jelet. |
| 135,6 kHz    | HGA22   | HUN    | Lakihegy | magasság 320 m                      | 100 kW    | é. sz. 47° 22′ 23″, k. h. 19° 00′ 17″47.373056°N 19.004722°E    | lakihegyi adótorony. Az idő kódolása nem azonos, de az elve hasonló a DCF77 kódolásához. FSK moduláció, szabványos soros adat (LSB-től MSB-ig), 200 Baud, páros paritás (11 bit, formátum: start bit(0), 8 bit adat, paritás bit, stop bit(1)). |
| 162 kHz      | TDF     | FRA    | Allouis | magasság 350 m                      | 2000 kW   | é. sz. 47° 10′, k. h. 2° 12′47.166667°N 2.200000°E              | Párizstól 150 km-re délre található. Az idő kódolása hasonló a DCF77-hez, de bonyolultabb vevő szükséges hozzá. Az adás folyamatos, kivéve minden kedden 1 h és 5 h között. Fázismodulációt alkalmaz minden 0,1 s-ban (kivéve az 59. másodpercet). A moduláció duplázása „bináris 1” jelentésű. Minden percben adja a perc, óra, hónap napja, hét napja, hónap és év információkat a 21. és 58. másodperc között. A 17. másodpercben adott 1 jelzi a nyári időszámítás meglétét. A 18. másodpercben adott 1 jelzi a normál időszámítást (UTC+1). A 14. másodpercben adott 1 jelzi az állami ünnepet. A 13. másodpercben adott 1 jelzi az állami ünnep előtti napot. |
| 2,5 MHz      | BPM     | CHN    | Pucheng |                                     |           | é. sz. 35° 00′, k. h. 109° 31′35.000000°N 109.516667°E          | adás 7 h 30 m-től 1 h-ig (UTC), a jeleket az UTC-hez képest 20 ms-al korábban sugározzák. A másodperceket 1 kHz-es jellel adja, ami 10 ms-ig tart. A percek impulzusa 300 ms-ig tart, 1 kHz-es modulációval. Az UTC időjeleket 0 perc és 10 között, 15 és 25 között, 30 és 40 között, 45 és 55 között sugározza. Az UT1 időjelet 25 és 29 között, és 55 és 59 között sugározza. |
| 2,5 MHz      | WWV     | USA    | Fort Collins, Colorado                                                                                                 | magasság 60 m                       | 0002,5 kW | é. sz. 40° 41′, ny. h. 105° 03′40.683333°N 105.050000°W         | BCD időkód 100 Hz-es segédvivőn, ami a DUT1-et is tartalmazza. A másodperceket 1000 Hz-es hangfrekvencia modulálja, ami 5 ms-ig tart. A 29. és 59. másodperc kimarad. Az egész órát 0,8 s hosszú, 1500 Hz-es hang jelzi. Minden perc elejét 0,8 s hosszú, 1000 Hz-es hang jelzi. Dupla oldalsávos amplitúdómodulációt használ. Az amplitúdó 50% a BCD kód sugárzása alatt, 100% a másodpercek, a percek és órák impulzusa és 75% a hangtovábbítás alatt. DUT1: az ITU-R kódnak megfelelő dupla impulzus |
| 2,5 MHz      | WWVH    | USA    | Kauai, Hawaii |                                     | 0005 kW   | é. sz. 21° 59′ 21″, ny. h. 159° 45′ 52″21.989167°N 159.764444°W | BCD-időkód 100 Hz-es segédvivőn A másodperceket 1200 Hz-es hangfrekvencia modulálja, ami 5 ms-ig tart. A 29. és 59. másodperc kimarad. Az egész órát 0,8 s hosszú, 1500 Hz-es hang jelzi. Minden perc elejét 0,8 s hosszú, 1200 Hz-es hang jelzi. DUT1: az ITU-R kódnak megfelelő dupla impulzus |
| 3,33 MHz     | CHU     | CAN    | Ottawa, Ontario |                                     | 0003 kW   | é. sz. 45° 17′ 47″, ny. h. 75° 45′ 22″45.296389°N 75.756111°W   | A másodpercek az 1 kHz-es moduláció 300. ciklusáig tartanak. Minden percben a 29., 51. és 59. impulzus kimarad. A percek impulzusa 0,5 sec-ig tart. Az órák impulzusa 1 sec-ig tart, a következő 1.-től 9.-ig impulzus kimarad. Angol és francia nyelven minden percben bemondják az időt az 50. másodpercet követően. Az év, a szökőmásodperc, a TAI-UTC különbség és a kanadai nyári időszámítás információja a 31. másodpercben következik, az időkód 32.-39. között. Az adás egyoldalsávos, a felső oldalsávot használja, a vivő beszúrásával. |
| 4,996 MHz    | RWM     | RUS    | Moszkva |                                     | 0005 kW   | é. sz. 56° 44′, k. h. 37° 38′56.733333°N 37.633333°E            | SSB Az A1X időjeleket 100 ms hosszal adja minden másodpercben. A perc jelzése 0,5 s-ig tart. DUT1+dUT1: dupla impulzus |
| 4,998 MHz    | EBC     | ESP    | San Fernando |                                     |           | é. sz. 36° 28′, ny. h. 6° 12′36.466667°N 6.200000°W             | 10 h 00 m és 10 h 25 m, 10 h 30 m és 10 h 55 m között (kivéve szombat, vasárnap és állami ünnepeken) A másodpercek 0,1 s-ig tartanak 1 kHz-es modulációval. A percek 0,5 s hosszúak 1250 Hz-es modulációval. DUT1: az ITU-R kódnak megfelelő dupla impulzus |
| 5 MHz        | BSF     | TWN    | Csungli, National Time and Frequency Standard Laboratory Telecommunication Laboratories (TL) ChungHwa Telecom Co. Ltd. |                                     |           | é. sz. 24° 57′, k. h. 11° 09′24.950000°N 11.150000°E            | Az 5 és 10, 15 és 20, 25 és 30, 45 és 50, 55 és 60 perc között a másodpercek 5 ms hosszúak, 1 kHz-es moduláció nélkül. A 0 és 5, 10 és 15, ..., 50 és 55 percek között a másodpercek 5 ms hosszúak, 1 kHz-es modulációval. Az 1 kHz-es moduláció meg van szakítva minden másodperc előtt és után 40 ms-ra. A perceket jelző impulzusok 0,3 s hosszúak. DUT1: az ITU-R kódnak megfelelő impulzushosszabbítás |
| 5 MHz        | BPM     | CHN    | Pucheng |                                     |           | é. sz. 35° 00′, k. h. 109° 31′35.000000°N 109.516667°E          | egész nap |
| 5 MHz        | WWV     | USA    | Fort Collins, Colorado                                                                                                 |                                     | 0010 kW   | é. sz. 40° 41′, ny. h. 105° 03′40.683333°N 105.050000°W         | BCD-időkód 100 Hz-es segédvivőn |
| 5 MHz        | WWVH    | USA    | Kekaha, Hawaii |                                     | 0010 kW   | é. sz. 21° 59′ 11″, ny. h. 159° 45′ 45″21.986389°N 159.762500°W | BCD-időkód 100 Hz-es segédvivőn |
| 5 MHz        | HLA     | KOR    | Daejeon |                                     |           | é. sz. 36° 23′, k. h. 127° 22′36.383333°N 127.366667°E          | Az órákat 0,8 s hosszú impulzus jelzi 1500 Hz-es modulációval. Minden perc elejét 0,8 s hosszú, 1800 Hz-es hang jelzi. Az órákat és perceket hangbemondással is közlik minden percben, az 52. másodpercet követően. BCD-időkód 100 Hz-es segédvivőn DUT1: az ITU-R kódnak megfelelő dupla impulzus |
| 5 MHz        | LOL     | ARG    | Buenos Aires |                                     |           | d. sz. 34° 37′, ny. h. 58° 21′34.616667°S 58.350000°W           | A másodpercek 5 ciklusig tartanak, 1 kHz-es modulációval. Az 59. impulzus kimarad. Az órákat és perceket hangbemondással is közlik minden 5 percben, amit 3 perces, 1000 Hz-es vagy 440 Hz-es hang követ. DUT1: az ITU-R kódnak megfelelő impulzushosszabbítás |
| 5 MHz        | YVTO    | VEN    | Caracas |                                     | 0001 kW   | é. sz. 10° 30′, ny. h. 66° 56′10.500000°N 66.933333°W           | A másodpercek 1 ms hosszúak, 1 kHz-es modulációval. A perceket 0,5 s hosszú, 800 Hz-es hang jelzi. A 30. impulzus kimarad. Minden percben a 40. és 50. másodperc között az állomás azonosítóját sugározzák hangbemondással. Minden percben az 52. és 57. másodperc között az óra, perc, másodperc információkat közlik hangbemondással. |
| 7,85 MHz     | CHU     | CAN    | Ottawa, Ontario |                                     | 0010 kW   | é. sz. 45° 17′ 47″, ny. h. 75° 45′ 22″45.296389°N 75.756111°W   | SSB, 300 baud Bell 103-időkód. 2009. január 1. előtt a 7,335 MHz frekvenciát használta. |
| 9,996 MHz    | RWM     | RUS    | Moszkva |                                     | 0005 kW   | é. sz. 56° 44′, k. h. 37° 38′56.733333°N 37.633333°E            | SSB |
| 10 MHz       | BPM     | CHN    | Pucheng |                                     |           | é. sz. 35° 00′, k. h. 109° 31′35.000000°N 109.516667°E          | egész nap |
| 10 MHz       | WWV     | USA    | Fort Collins, Colorado                                                                                                 |                                     | 0010 kW   | é. sz. 40° 41′, ny. h. 105° 03′40.683333°N 105.050000°W         | BCD-időkód 100 Hz-es segédvivőn |
| 10 MHz       | WWVH    | USA    | Kekaha, Hawaii |                                     | 0010 kW   | é. sz. 21° 59′ 18″, ny. h. 159° 45′ 51″21.988333°N 159.764167°W | BCD-időkód 100 Hz-es segédvivőn |
| 10 MHz       | LOL     | ARG    | Buenos Aires, Observatorio Naval                                                                                       |                                     |           | d. sz. 34° 37′, ny. h. 58° 21′34.616667°S 58.350000°W           | 14 és 15 óra között sugároz, szombat, vasárnap és nemzeti ünnepek kivételével. A másodpercek 5 ciklusig tartanak, 1000 Hz-es modulációval. Az 59. impulzus kimarad. Az óra, perc információkat minden 5 percben közlik hangbemondással. Ezt 3 perces, 1000 Hz-es vagy 440 Hz-es hang követi. DUT1: az ITU-R kódnak megfelelő impulzushosszabbítás |
| 10 MHz       | PPE     | BRA    | Rio de Janeiro | horizontális, félhullámhosszú dipól | 0001 kW   | d. sz. 22° 53′ 44″, ny. h. 43° 13′ 25″22.895556°S 43.223611°W   | |
| 11 MHz       | ATA     | IND    | Új-Delhi, Nemzeti Fizikai Laboratórium, India                                                                          |                                     |           | é. sz. 28° 34′, k. h. 77° 19′28.566667°N 77.316667°E            | A másodpercek 5 ciklusig tartanak, 1000 Hz-es modulációval. A percek 0,1 s-ig tartanak. Az időjel az UTC-hez képest 50 ms-mal siet. |
| 14,67 MHz    | CHU     | CAN    | Ottawa, Ontario |                                     | 0003 kW   | é. sz. 45° 17′ 47″, ny. h. 75° 45′ 22″45.296389°N 75.756111°W   | SSB, 300 baud Bell 103-időkód |
| 14,996 MHz   | RWM     | RUS    | Moszkva |                                     | 0008 kW   | é. sz. 56° 44′, k. h. 37° 38′56.733333°N 37.633333°E            | SSB |
| 15 MHz       | BPM     | CHN    | Pucheng |                                     |           | é. sz. 35° 00′, k. h. 109° 31′35.000000°N 109.516667°E          | 1 h-tól 9 h-ig |
| 15 MHz       | BSF     | TWN    | Csungli |                                     |           | é. sz. 24° 57′, k. h. 11° 09′24.950000°N 11.150000°E            | |
| 15 MHz       | WWV     | USA    | Fort Collins, Colorado                                                                                                 |                                     | 0010 kW   | é. sz. 40° 41′, ny. h. 105° 03′40.683333°N 105.050000°W         | BCD-időkód 100 Hz-es segédvivőn |
| 15 MHz       | WWVH    | USA    | Kekaha, Hawaii |                                     | 0010 kW   | é. sz. 21° 59′ 15″, ny. h. 159° 45′ 50″21.987500°N 159.763889°W | BCD-időkód 100 Hz-es segédvivőn |
| 15,006 MHz   | EBC     | ESP    | Cadiz-San Fernando |                                     |           | é. sz. 36° 28′, ny. h. 6° 12′36.466667°N 6.200000°W             | 10 h 00 m és 10 h 25 m, 10 h 30 m és 10 h 55 m között (kivéve szombat, vasárnap és állami ünnepeken) A másodpercek 0,1 s-ig tartanak 1 kHz-es modulációval. A percek 0,5 s hosszúak 1250 Hz-es modulációval. DUT1: az ITU-R kódnak megfelelő dupla impulzus |
| 20 MHz       | WWV     | USA    | Fort Collins, Colorado                                                                                                 |                                     | 0002,5 kW | é. sz. 40° 41′, ny. h. 105° 03′40.683333°N 105.050000°W         | BCD-időkód 100 Hz-es segédvivőn |
| 25 MHz       | MIKES   | FIN    | Espoo |                                     | 40 W      | é. sz. 60° 10′ 49″, k. h. 24° 49′ 35″60.180278°N 24.826389°E    | Kódolás mint a DCF77-é, az idő UTC. |
| 2,599675 GHz | STFS    | IND    | Sikandarabad |                                     |           | é. sz. 28° 28′, k. h. 77° 13′28.466667°N 77.216667°E            | Kísérleti adás, a vételéhez 2,4 m átmérőjű parabolaantenna szükséges. Pulzusszélesség-modulált, binárisan kódolt 5 kHz-es impulzusok hordozzák az időjel-információt, ami Indian Standard Time – IST (UTC + 5 h 30 m), és a műhold aktuális pozícióját is tartalmazza. Az impulzusok ismétlési gyakorisága 100 pps. A kódot frekvencia-modulációval ültetik rá a vivőre. |

A táblázatot a Nemzetközi Súly- és Mértékügyi Hivatal 2012 február-márciusi adatai alapján egészítettük ki.

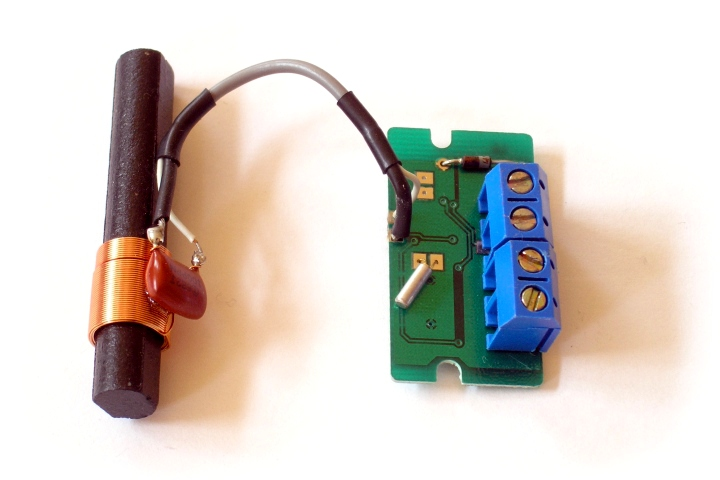
Olcsó, összeszerelhető, alacsonyfrekvenciás vevőként működő rádióvezérelt óra a DCF77 vételére (a kijelző nincs csatlakoztatva)
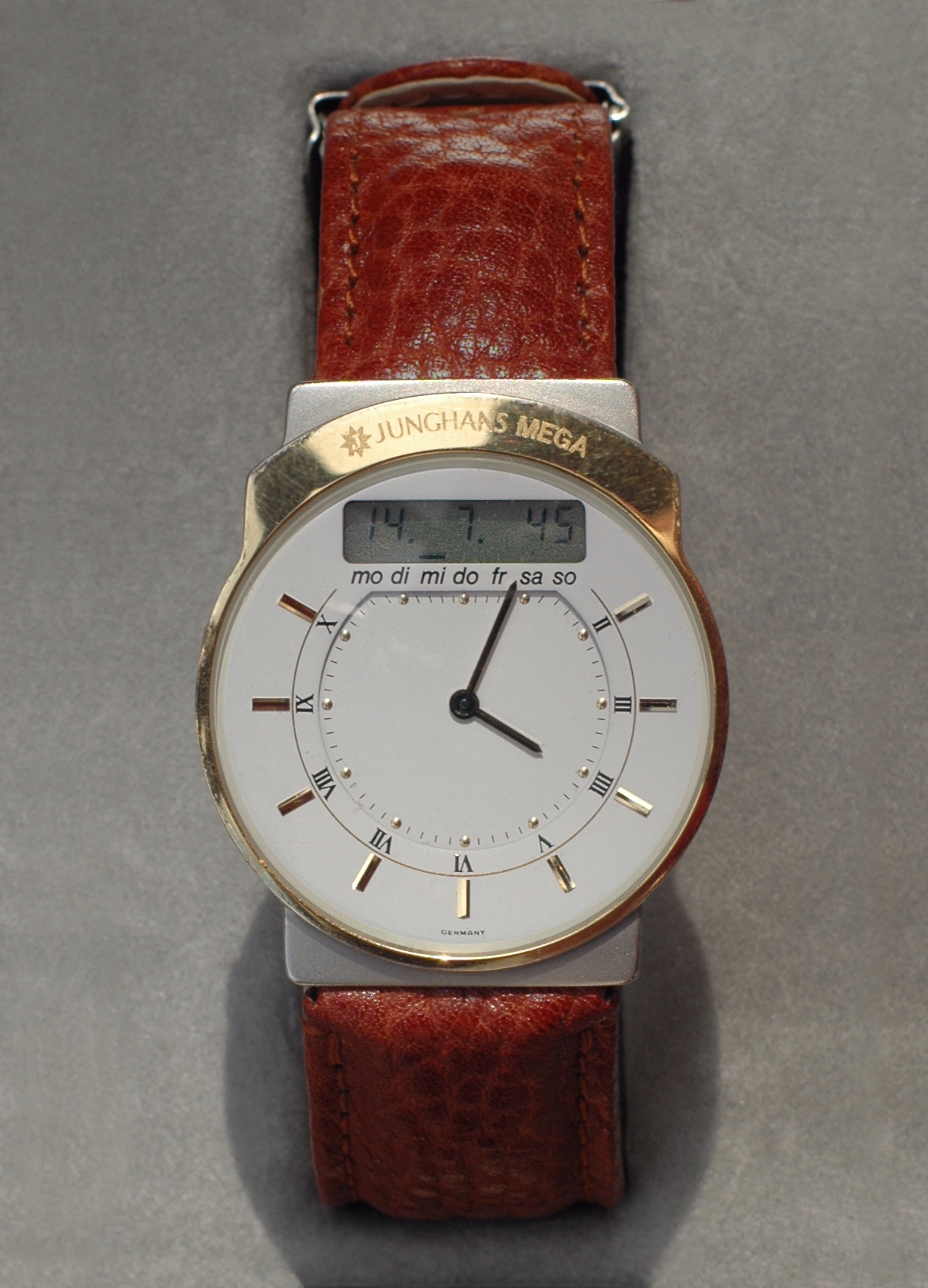
Az egyik első rádióvezérelt karóra, a Junghans Mega analóg modellje
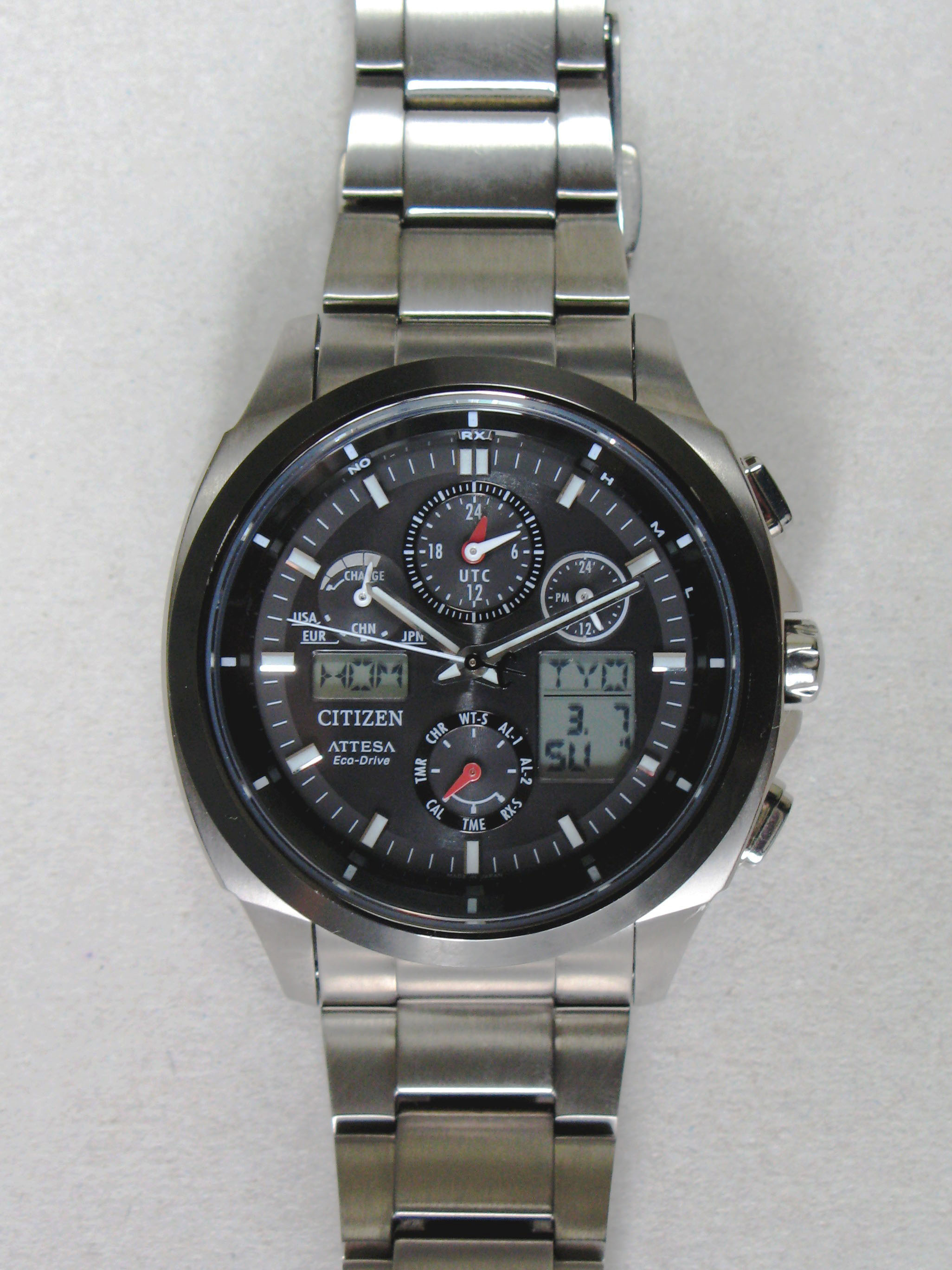
A Citizen Atessa ATV53-3023 analóg-digitális órája, ami négy földrészen képes működni (Észak-Amerika, Európa, Kína, Japán).

## Megjegyzések

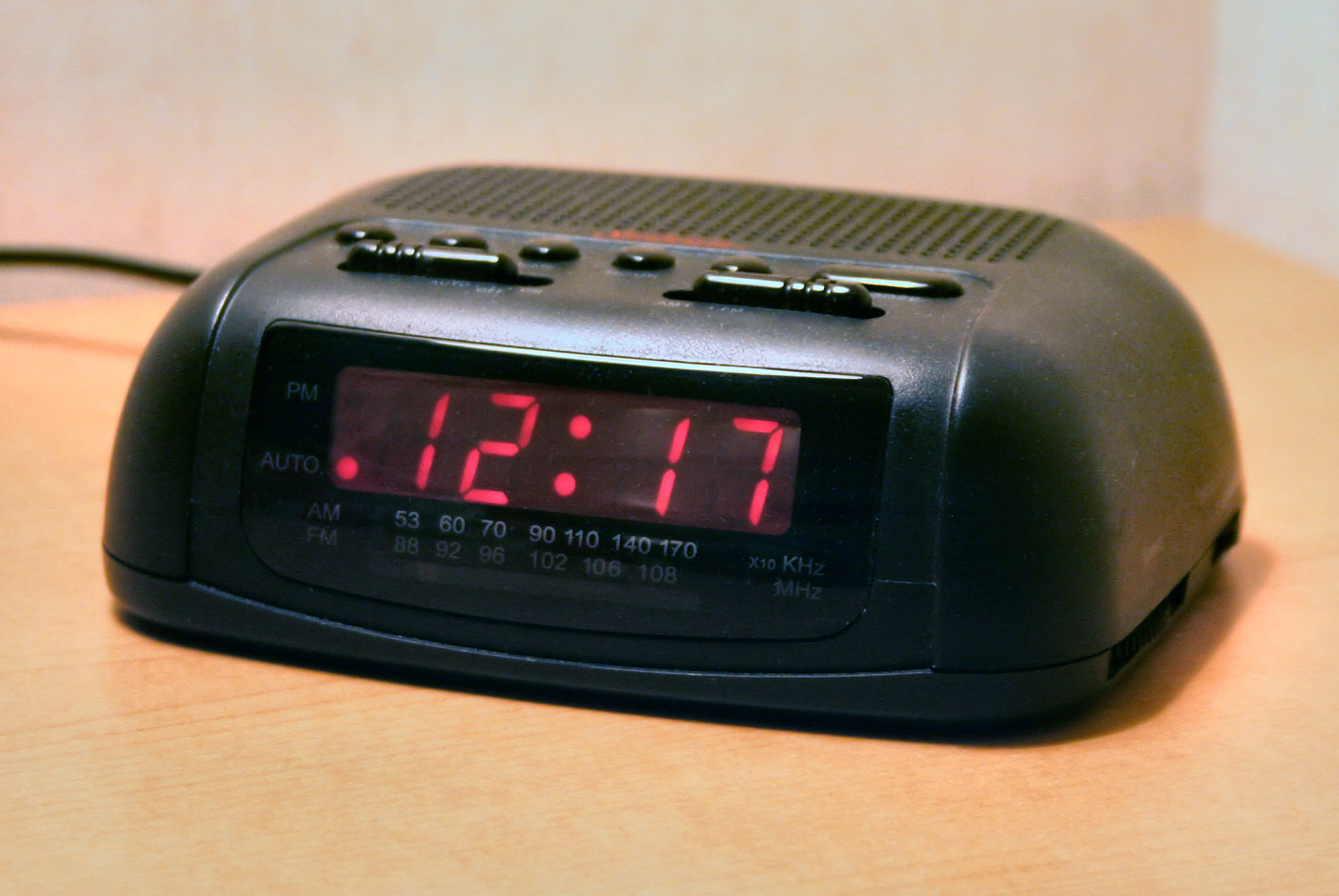
Rádiós óra

## Fordítás
Ez a szócikk részben vagy egészben  a   Radio clock című angol Wikipédia-szócikk ezen változatának fordításán alapul.  Az eredeti cikk szerkesztőit annak laptörténete sorolja fel. Ez a jelzés csupán a megfogalmazás eredetét és a szerzői jogokat jelzi, nem szolgál a cikkben szereplő információk forrásmegjelöléseként.